# فلاديمير سميرنوف (رياضياتي)
فلاديمير ايفانوفيتش سميرنوف (10 يونيو 1887، 10 فبراير 1974) (بالروسية: Влади́мир Ива́нович Смирно́) هو رياضياتي روسي، قدم مساهمات كبيرة في كل من الرياضيات البحتة والتطبيقية، وكذلك في تاريخ الرياضيات.
عمل سميرنوف في مجالات متنوعة من الرياضيات، مثل الوظائف المعقدة والوظائف المترافقة في الفضاءات الإقليدية.

## روابط خارجية
- Vladimir Smirnov في شجرة علماء الرياضيات
- O'Connor، John J.؛ Robertson، Edmund F.، "Vladimir Smirnov"، تاريخ ماكتوتور لأرشيف الرياضيات